# Joseph Holt

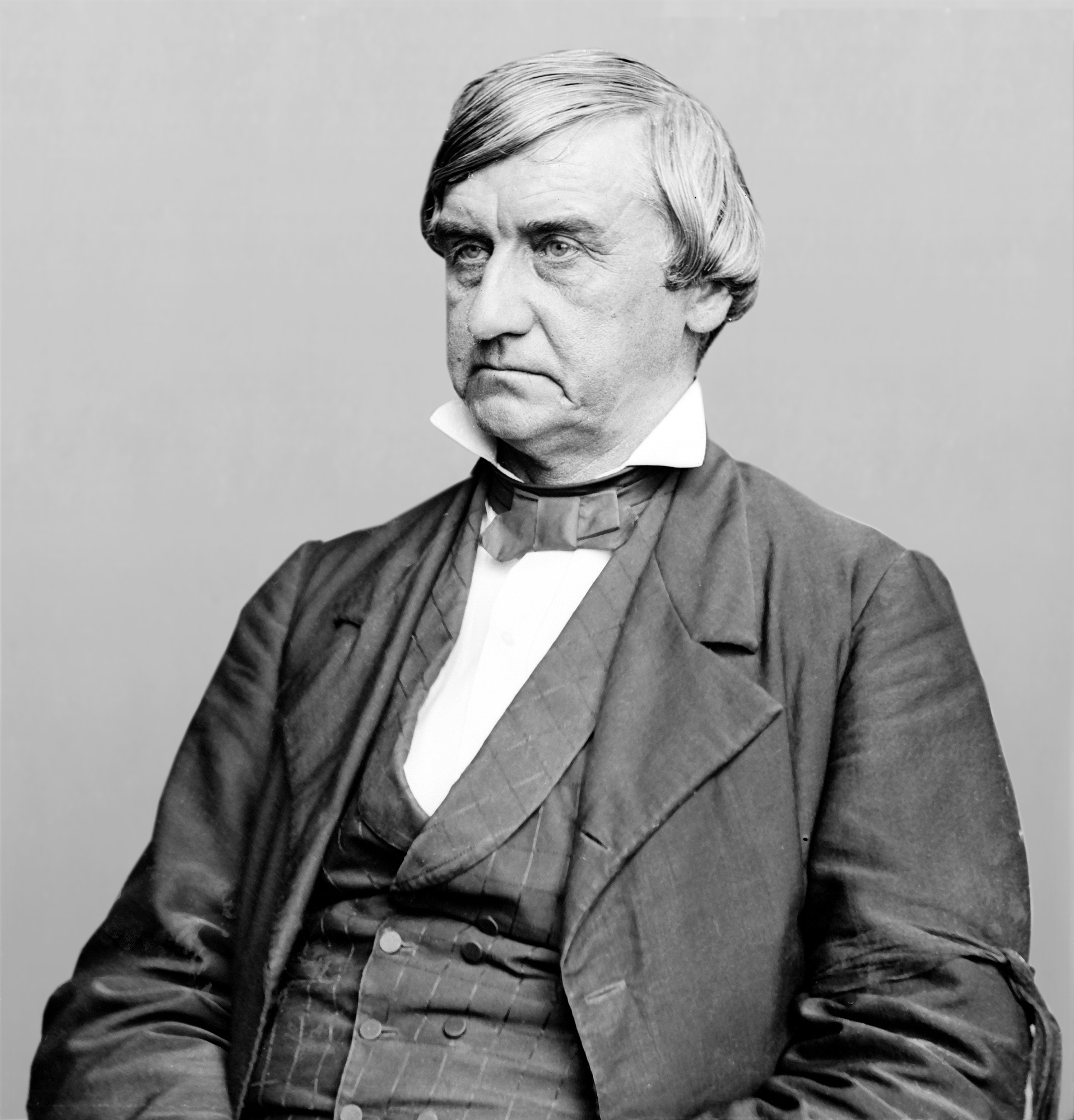
Joseph Holt

Joseph Holt (* 6. Januar 1807 in Holt, Breckinridge County, Kentucky; † 1. August 1894 in Washington D.C.) war ein führendes Mitglied der Regierung Buchanan und ein Judge Advocate General in der United States Army, am auffallendsten während des Abraham Lincoln Prozesses. Nach ihm ist Holt County in Nebraska benannt.

## Erste Jahre
Holt besuchte das Saint Joseph’s College in Bardstown, Kentucky und das Centre College in Danville, Kentucky. Danach ließ sich Holt in  Elizabethtown, Kentucky nieder und eröffnete dort eine Kanzlei. Später heiratete er Mary Harrison und zog 1832 nach Louisville, Kentucky. Dort war er ab 1832 stellvertretender Herausgeber des Louisville Public Advertiser und zwischen 1833 und 1835 und ein Commonwealthsanwalt. Einige Zeit später zogen Joseph und Mary nach Port Gibson, Mississippi, wo er als Anwalt praktizierte. Erst als seine Frau an der Tuberkulose starb, kehrte er zurück. Holt musste sich ebenfalls von dieser Krankheit erholen.

## James Buchanans Regierung
Holt heiratete ein zweites Mal und zwar Margaret Wickliffe. Die beiden zogen nach Washington, als er United States Commissioner of Patents wurde. In dieser Position war er zwischen 1857 und 1859, bis er von Präsidenten James Buchanan zum Postminister ernannt wurde. Er sollte die offene Stelle füllen, die durch den Tod von Aaron V. Braun entstand. Unruhige Zeiten kamen in die Regierung als die Konföderierten gebildet wurden und als Kabinettsmitglieder zurücktraten. Jedoch war Hold ein Antisklavereianhänger und ein starker Befürworter der Union. Er wurde nach dem Rücktritt von John B. Floyd zum Kriegsminister befördert. Stellvertretender Postminister Horatio King folgte ihm erfolgreich als Postminister. Holt war einer der ersten Anführer im Sezessionskrieg und Kriegsminister bis zum Ende der Amtszeit Buchanans.

## Judge Advocate General
Holt trat in die Army mit dem Dienstgrad eines Colonels ein. 1862 ernannte ihn Präsident Abraham Lincoln zum ersten Judge Advocate General der Unionsarmee. Alle Judge Advocates auf diesem Niveau vor ihm waren unterhalb des Generalsrangs. Im gleichen Jahr bot Lincoln Holt die Position eines Innenministers und 1864 die des Justizministers an. Holt lehnte diese jeweils ab. Er war einer der vielen Politiker, die für die republikanische Vizepräsidentschaft in Betracht kamen. Jedoch machte Andrew Johnson das Rennen. Währenddessen gewann Lincoln die Wahlen zu seiner zweiten Amtszeit. Er setzte sich gegen den demokratischen Kandidaten General George McClellan durch.

### Lincoln-Attentat
Am 14. April 1865 verübte der konföderierte Sympathisant John Wilkes Booth im Fords Theater ein Pistolenattentat auf Präsident Lincoln. Dieser starb in den frühen Morgenstunden des nachfolgenden Tages. Außenminister William H. Seward und Vizeaußenminister Frederick W. Seward wurden ebenfalls durch einen von Booths Komplizen, Lewis Paine, verletzt, wobei beide überlebten. Holt war der Verfasser einer Order unter Präsident Andrew Johnson, welche die Verhaftung von Jefferson Davis und fünf anderer Verdächtiger anordnete. John Wilkes Booth wurde am 26. April 1865 von Sergeant Boston Corbett beim Versuch seiner Festnahme erschossen.
Als Judge Advocate General der U.S. Army war Holt der vorsitzende Richter im Prozess gegen die Mitverschwörer. Ihm zur Seite standen zwei Rechtsbeistände, John Bingham und General Henry Burnett. Die Angeklagten waren George Atzerodt, David Herold, Lewis Powell besser bekannt als Lewis Paine, Samuel Arnold, Michael O’Laughlen, Edman Spangler, Samuel Mudd und Mary Surratt. Die Verhandlung begann am 10. Mai 1865. Die drei verbrachten beinahe zwei Monate im Gericht und erwarteten ein Urteil der Geschworenen. Holt und Bingham versuchten die Tatsache zu vertuschen, dass es zwei Pläne gab. Der erste war Abraham Lincoln zu kidnappen und ihn gegen die konföderierten Häftlinge einzutauschen. Der zweite war, Präsident Lincoln, Vizepräsident Andrew Johnson und Außenminister William H. Seward zu ermorden, um die Regierung in ein kurzfristiges Chaos zu werfen. Für die Anklagevertretung war es wichtig die Existenz eines Tagebuchs, das bei Booths Leichnam gefunden wurde, nicht zu enthüllen. Aus den Tagebucheintragungen ging klar hervor, dass der Attentatsplan auf den 14. April datierte. Überraschend behauptete die Verteidigung nicht, dass Booths Tagebuch bloß eine Erfindung des Gerichts wäre. Im Nachhinein wurde Holt beschuldigt, Beweise vorzuenthalten, jedoch wurde es ihm nie nachgewiesen.
Am 29. Juni 1865 wurden die acht für die Verwicklung in der Verschwörung zur Ermordung von Präsident Lincoln schuldig gesprochen. Arnold, O’Laughlen und Mudd wurden zu lebenslanger Haft verurteilt, Spangler bekam sechs Jahre Haft, Atzerodt, Herold, Powell und Surratt sollten gehängt werden. Sie wurden am 7. Juli 1865 hingerichtet. Surratt war die erste Frau in der amerikanischen Geschichte, die bei Zuständigkeit des Bundes gehängt wurde. O’Laughlen starb 1867 im Gefängnis. Arnold, Spangler und Mudd wurden im Frühjahr 1869 durch Präsident Johnson begnadigt.
Holts öffentliches Image wurde durch die Anklagevertretung beschmutzt. Viele Historiker meinen, dass der Prozess Holts politische Karriere beendete. 1866 stellte Holt eine Abhandlung mit dem Titel Vindication of Judge Advocate General Holt From the Foul Slanders of Traitors, Confessed Perjurers and Suborners, Acting in the Interest of Jefferson Davis, die die Verwirrungen des Prozesses aufklärte.

## Letzte Jahre
General Holt blieb bis zu seinem Rücktritt am 1. Dezember 1875 Judge Advocate General. Er hatte einen ruhigen Ruhestand und starb in Washington am 1. August 1894. Er wurde auf dem Familienfriedhof in Stephensport, Kentucky beigesetzt.

## Ehrungen
Sein Heimatort Holt wurde nach ihm benannt. Außerdem gibt es das Museum The Judge Joseph Holt House.